# 圣吉内西奥
圣吉内西奥（義大利語：San Ginesio），是意大利马尔凯大区马切拉塔省的一个市镇。总面积77.72平方公里，人口3784人，人口密度48.7人/平方公里（2009年）。ISTAT代码为043046。